# Strålningsbiologi
Strålningsbiologi eller radiobiologi är en vetenskap som studerar effekterna av strålning på levande organismer. 
Den mest omfattande forskningen har gjorts för joniserande strålning vars skadliga verkan på blev känd 1896, bara några månader efter röntgenstrålningens upptäckt. Året därpå upptäcktes även att strålningen kunde användas för behandling av tumörer, och den första lyckade behandlingen genomfördes av Thor Stenbeck i Stockholm 1899. Strålkänsligheten hos tumörer och frisk vävnad samt faktorer som påverkar denna har varit ett av de viktigaste föremålen för studier inom strålningsbiologi. Andra viktiga områden är effekter på människa, djur och växter vid kraftig bestrålning, sterilisering med strålning samt sena effekter av strålning, till exempel cancer. 
Biologisk verkan av andra strålslag ingår också i strålningsbiologi. Det är bekant att radio- och mikrovågor kan upphetta och döda celler. Frågan om lågfrekventa och statiska elektromagnetiska fält kan ge upphov till skador (och hur det i så fall går till) är dock alltjämt omtvistad.  Effekterna av synligt, infrarött och ultraviolett ljus studeras inom fotobiologin.